# Teston
Teston (engelskt uttal: [ˈtiːsən]) är en ort och civil parish i grevskapet Kent i sydöstra England. Orten ligger i distriktet Maidstone, cirka 6 kilometer sydväst om Maidstone. Tätorten (built-up area) hade 636 invånare vid folkräkningen år 2021.